# Calomyspoena
Calomyspoena santacruzi es una especie de araña araneomorfa de la familia Mysmenidae. Es el único miembro del género monotípico Calomyspoena. Es originaria de las islas Galápagos donde se encuentra en Floreana, Isabela, Santa Cruz y Santiago..: